# Lampides coruscans
Lampides coruscans är en fjärilsart som beskrevs av Moore 1877. Lampides coruscans ingår i släktet Lampides och familjen juvelvingar. Inga underarter finns listade i Catalogue of Life.

## Bildgalleri

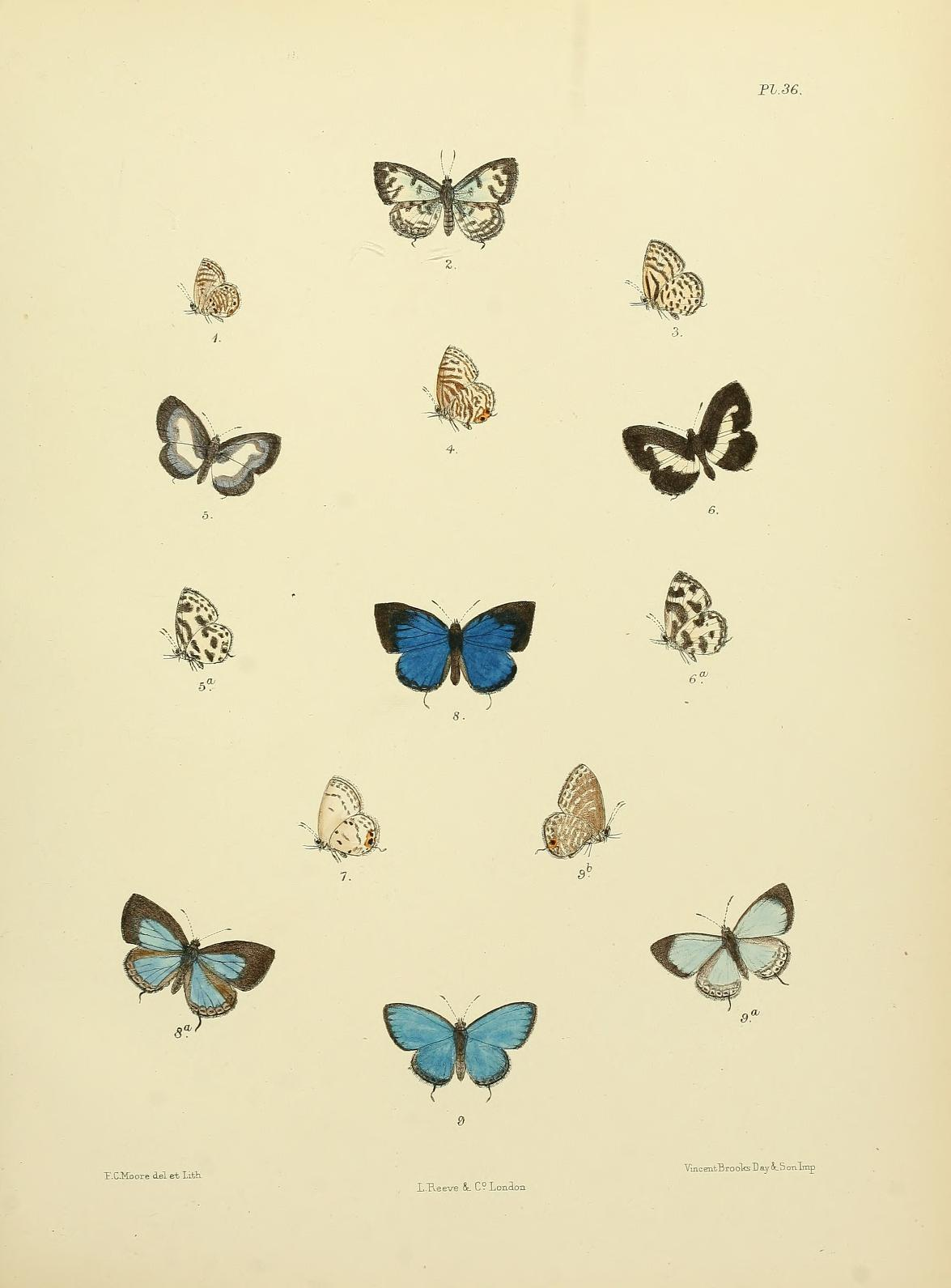